# 從姓
从姓是中文姓氏之一，在《百家姓》中排第271位。在现代是极罕见的姓氏。

## 起源
姬姓，后以国名为姓。据《元和姓纂》载，周平王封少子精英于纵国，其后代即有以纵为姓者。汉朝后又去“纟”旁，是为从姓。

## 郡望
- 东莞郡：晋武帝太始元年置，今山东沂水、莒县一带。